# Шикоку (куче)
Шикоку (на японски: 四国犬) е порода кучета, чийто произход може да се проследи до Китай, откъдето е внесена в Япония. Породата е обявена за едно от националните съкровища на Япония. Среща се рядко по света.
Шикоку има мускулесто тяло, покрито с къса и гъста козина. Окраската се среща в различни цветове, като най-често са червено и черно. Височината е между 46 и 52 см, а масата – между 16 и 26 кг. Главата е пропорционална на тялото, със заоблени скули и издължена муцуна. Очите имат тъмен цвят, а ушите са изправени. Шията е дебела, а опашката е навита зад гърба.
Шикоку е много интелигентно и привързано към стопаните си куче. Разбира се добре с деца, но не и с кучета от същия пол. Резервирано е към непознати. Малките обичат да лаят, но в течение на годините стават спокойни и тихи. Поддават се лесно на дресировка. Понасят добре отглеждане в апартамент, но за да поддържат добра физическа и психическа форма трябва редовно да се извеждат на разходка.
Продължителността на живота е около 12 години, а здравословното състояние – отлично.
Не се нуждаят от сериозна поддръжка на козината.